# Haslauer-Block
Der Haslauer-Block ist ein denkmalgeschütztes klassizistisches Geschäfts-, Büro- und Wohngebäude an der Ludwigstraße mit den Hausnummern 6–10 in München. Der Block liegt zwischen der südlich vorbeiführenden Von-der-Tann-Straße und der Schönfeldstraße.
Bei der Errichtung dreier privater Wohnhäuser an der Ludwigstraße 1827 bis 1830 wurde Architekt Leo von Klenze von König Ludwig I. angewiesen, das gleichförmige Erscheinungsbild der Prachtstraße nicht zu beeinträchtigen. Klenze integrierte die drei Wohnhäuser hinter einer einheitlichen florentinischen Prachtfassade. Dass es sich bei diesem monumentalen Palastgebäude tatsächlich um drei einzelne Häuser handelt, erkennt man an den drei Zufahrtstoren zu den beiden Innenhöfen. Das vierte Tor war eine Durchfahrt zu den herzöglichen Gärten hinter dem Gebäude.
Das Gebäude wurde im Zweiten Weltkrieg stark beschädigt, so dass es völlig abgetragen und von Erwin Schleich von 1960 bis 1968 neu errichtet werden musste. Er hielt sich bei dem Wiederaufbau weitgehend an die Vorgaben Klenzes, wobei jedoch der innere Aufbau nicht mehr dem alten Bauwerk entspricht. Heute befinden sich Büro-, Wohn- und Geschäftsräume in dem Gebäude.
Heute ist der Haslauer-Block unter anderem Sitz der Hochschule für Politik München und wird unter dem Namen Ludwigpalais als Geschäftsfläche vermietet.

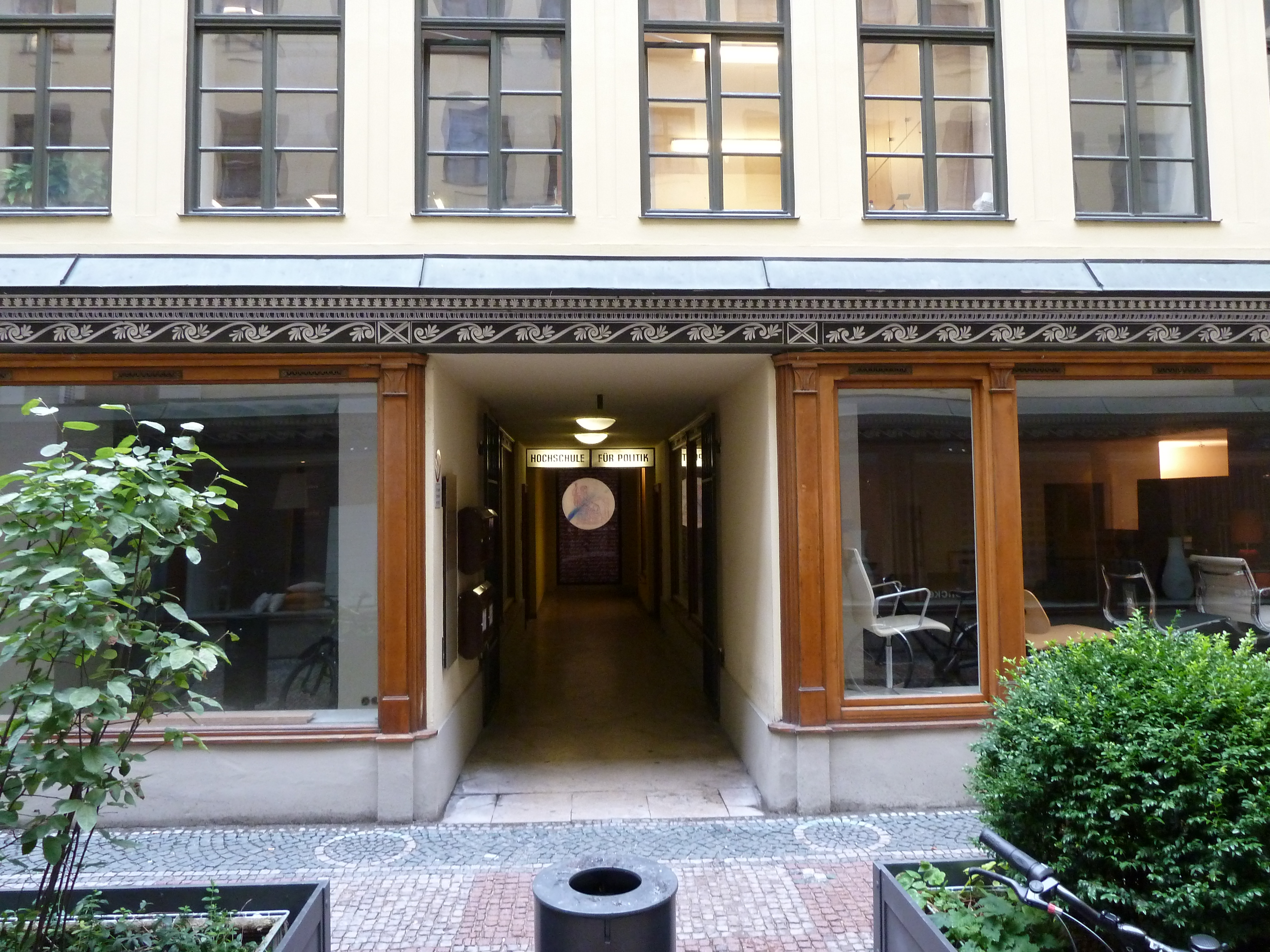
Haupteingang der HfP im Innenhof
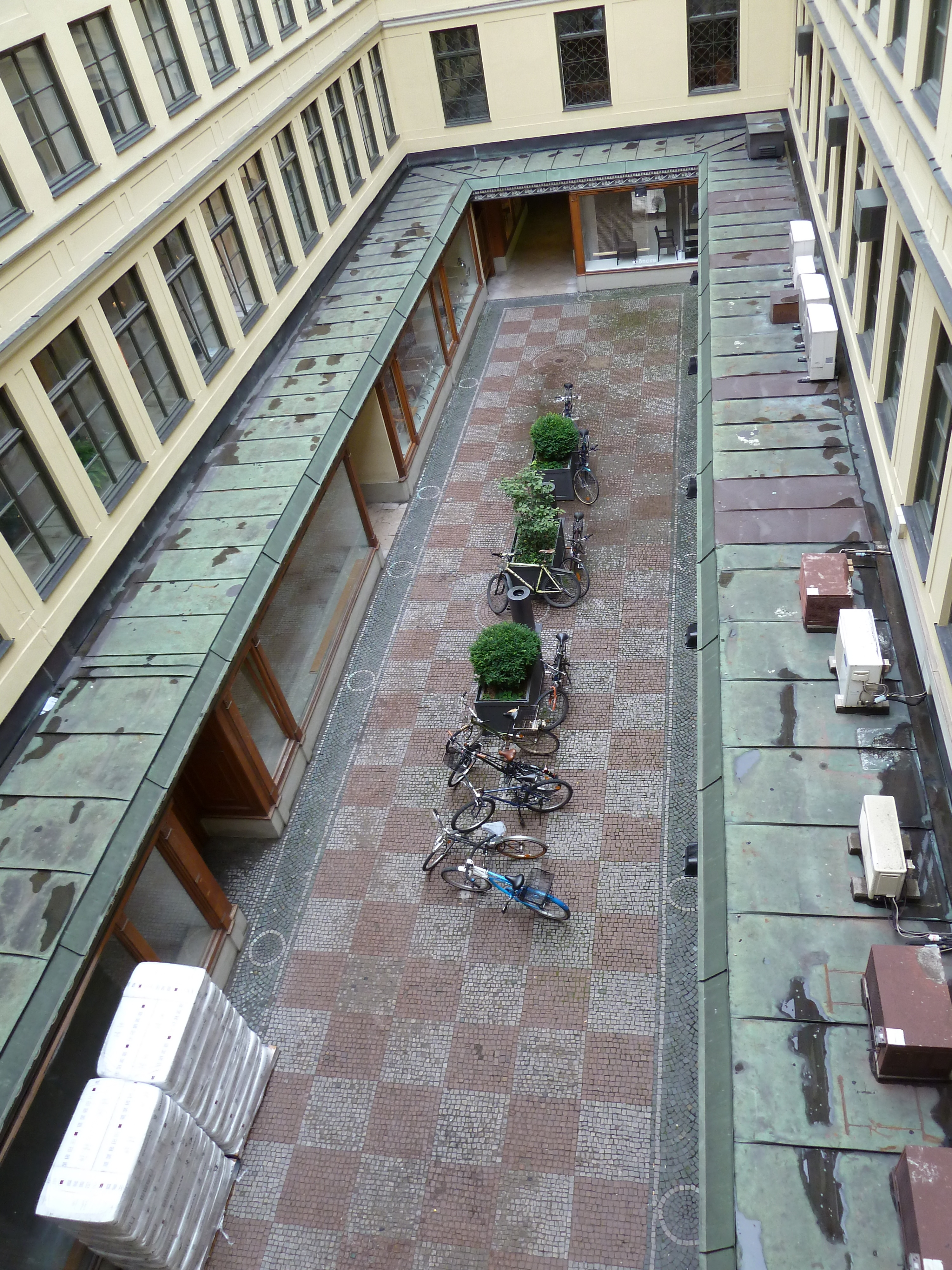
Nordwestlicher Innenhof